# Keizer Karelplein (Nijmegen)
Het Keizer Karelplein is een groot en druk verkeersplein nabij het stadscentrum van Nijmegen. Het plein is vernoemd naar Karel de Grote.

## Geschiedenis
Nadat Nijmegen de status van vestingstad had verloren bij de Vestingwet van 1874, begon in 1876 de sloop van de vestingwerken. Ook werden er plannen gemaakt voor de Uitleg, zoals de uitbreiding van de stad genoemd werd. Hierbij raadpleegde men in 1878 de architect W.J. Brender à Brandis, die eerder verantwoordelijk was geweest voor de herinrichting van Maastricht (waar hij vandaan kwam). en de Haagse architect Bert Brouwer, die ervaring had met de herinrichting van de stad Groningen. Brender à Brandis stelde onder meer twee parallelle boulevards voor met een groot ovaal plein, naar het voorbeeld van het Place de l'Étoile in Parijs. Brouwer paste dit ontwerp aan door er een enkele, brede boulevard met een perfect rond plein van te maken. Brouwers gewijzigde Plan van Uitleg werd uiteindelijk in 1879 aangenomen en uitgevoerd.
Het plein is in 1879 aangelegd en had oorspronkelijk al een diameter van ongeveer 150 meter. In 1880 kreeg het de naam Keizer Karelplein en werd er een eerste villa aan gebouwd. Architect Brouwer verhuisde onmiddellijk naar Nijmegen en ontwierp zijn eigen kantoor aan het plein, waar later het pand van de Rabobank zou komen. De eerste bouwplannen voor Concertgebouw de Vereeniging, die werden voltooid in 1882, en voor bijna alle andere villa's die aan het plein zouden verrijzen, waren ook door Brouwer getekend.
Op 17 en 18 september 1944, tijdens de Slag om Nijmegen, werd er op het Keizer Karelplein hevig gevochten tussen Amerikaanse paratroepers van de 82e Luchtlandingsdivisie en Duitse soldaten van de Kampfgruppe Frundsberg. De Amerikaanse nederlaag op het plein betekende een behoorlijke vertraging van de geallieerde opmars tijdens Operatie Market Garden. Pas op 20 september werd dankzij de Waaloversteek een doorbraak geforceerd op het Keizer Lodewijkplein (tegenwoordig het Keizer Traianusplein) kreeg, maar dit was te laat om Arnhem nog te ontzetten.
Op 18 juli 1962 werd in het parkje in het midden van het plein een ruiterstandbeeld van Karel de Grote onthuld, dat ontworpen was door Albert Termote.

## Situering
| Aansluitende wegen          | Aansluitende wegen                       | Aansluitende wegen                 | Aansluitende wegen | Aansluitende wegen |
| --------------------------- | ---------------------------------------- | ---------------------------------- | ------------------ | ------------------ |
|                             | Nassausingel richting Weurt              |                                    |                    |                    |
|                             |                                          |                                    |                    |                    |
|                             | Oranjesingel richting Kleve (D) / Arnhem |                                    |                    |                    |
|                             |                                          |                                    |                    |                    |
| Graafseweg richting Wijchen |                                          | Sint Annastraat richting Groesbeek |                    |                    |

Op het plein zijn zes straten aangesloten: de Van Schaeck Mathonsingel, de Nassausingel, de Bisschop Hamerstraat, de Oranjesingel, de St. Annastraat en de Graafseweg. Markante gebouwen aan het plein zijn vooral het concertgebouw De Vereeniging uit 1915, de Stadsschouwburg Nijmegen uit 1961 en de neoromaanse Sint-Jozefkerk, die op 1 maart 2004 de nieuwe naam Titus Brandsma Gedachteniskerk kreeg. Verder bevinden zich aan het plein verblijfsobjecten met een woonfunctie en enkele kantoorgebouwen.
Het Keizer Karelplein is bekend vanwege de grote verkeersdrukte. Evenals het Keizer Traianusplein bij de Waalbrug, is het plein een knooppunt dat de doorstroom van verkeer door Nijmegen bemoeilijkt. Het Keizer Karelplein is nog een traditionele rotonde: het verkeer op het plein heeft geen voorrang op het verkeer dat het plein oprijdt. Ook is er geen rijstrookmarkering op het wegdek aangebracht, maar wel verkeerslichten. In het najaar van 2022 zijn er drie iVRI’s, intelligente verkeersregelinstallaties, geplaatst.
Het plein maakt deel uit van de N 326, die vanaf de Graafseweg het Maas-Waalkanaal kruist naar de Oranjesingel en het Traianusplein, vlak bij de Waalbrug richting Arnhem en ook van de N 844. Het deel van de voornoemde weg dat binnen Nijmegen zelf loopt wordt de St. Annastraat genoemd (naar een wijk en voormalig gehucht op deze plek).
In het midden van het plein bevindt zich een park met veel bomen, twee bestrate en een aantal onverharde wegen, enkele banken, vijvers met fonteinen en het ruiterstandbeeld van Karel de Grote. Vanwege de verkeersdrukte op het plein is het lastig dit park als voetganger te bereiken.

## Trivia
- Het Keizer Karelplein wordt bezongen in het nummer "Nijmegen" van de Brabantse singer-songwriter Björn van der Doelen: "Stad vol rotondes, geen lijn op de weg. Het lijkt soms Parijs wel, 't is Nijmegen echt."

## Afbeeldingen

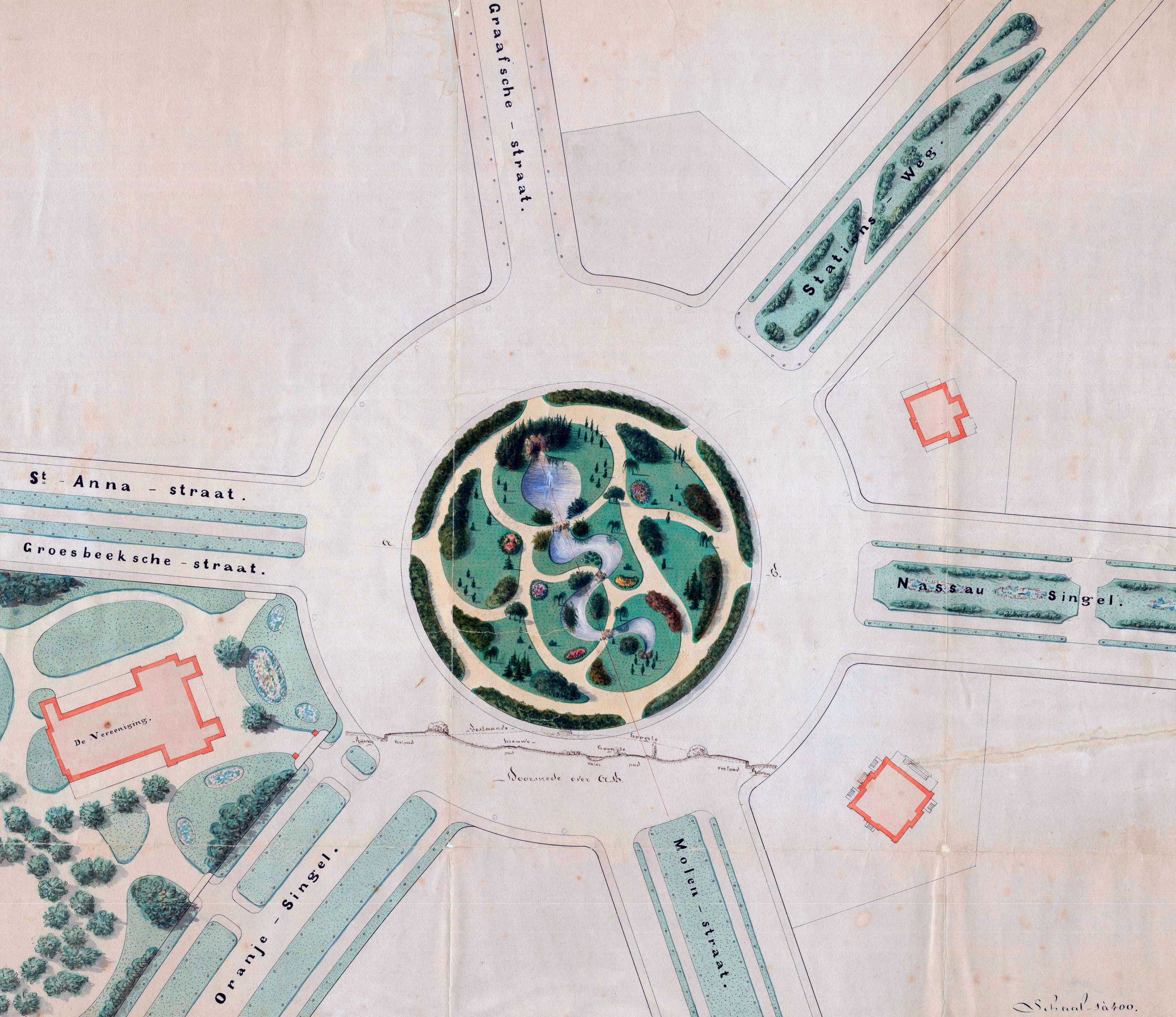
Tekening van een plan van aanleg van een plantsoen op het Keizer Karelplein 1883
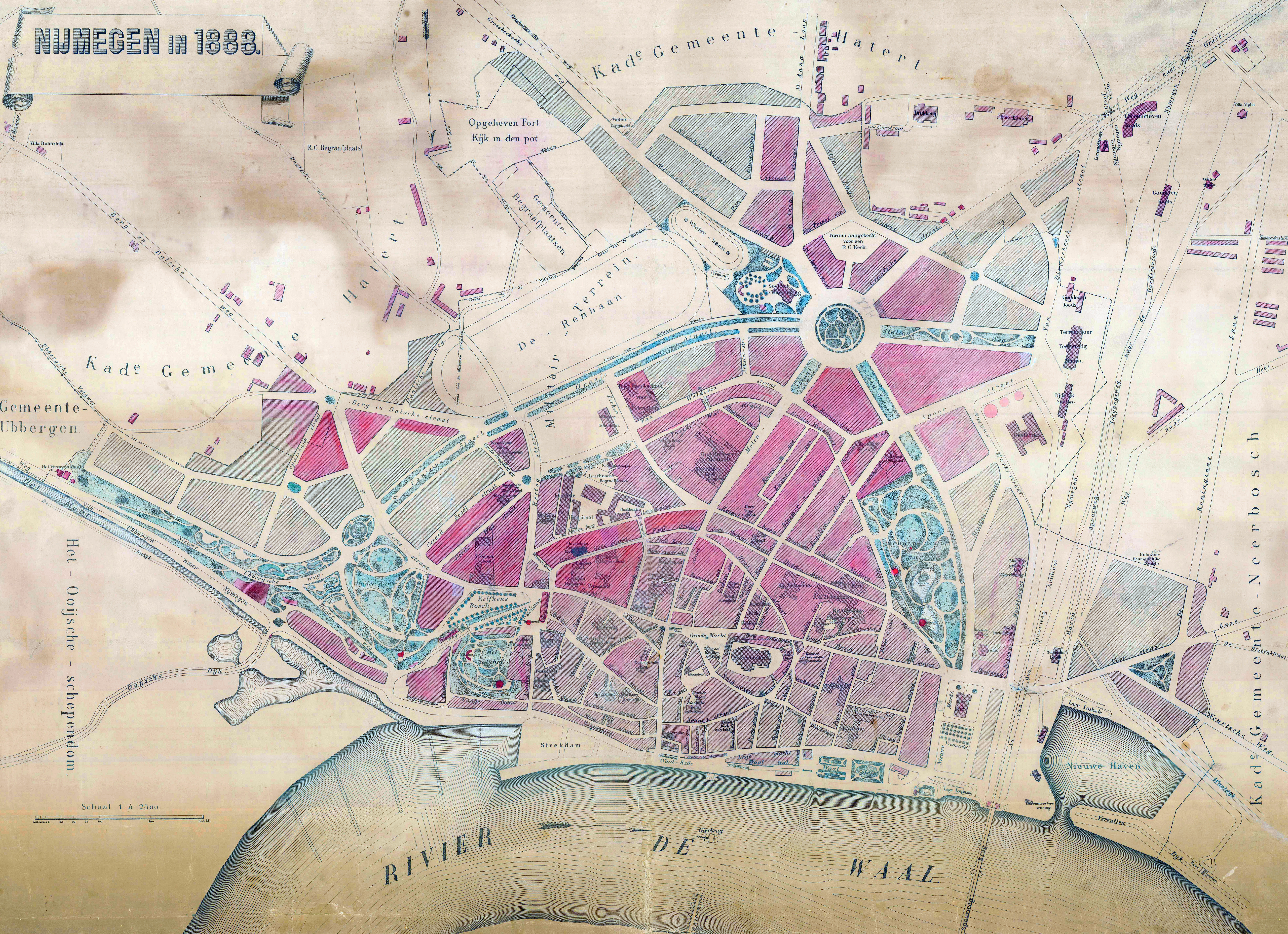
Situering van het – toen nieuw aangelegde – Keizer Karelplein in 1888
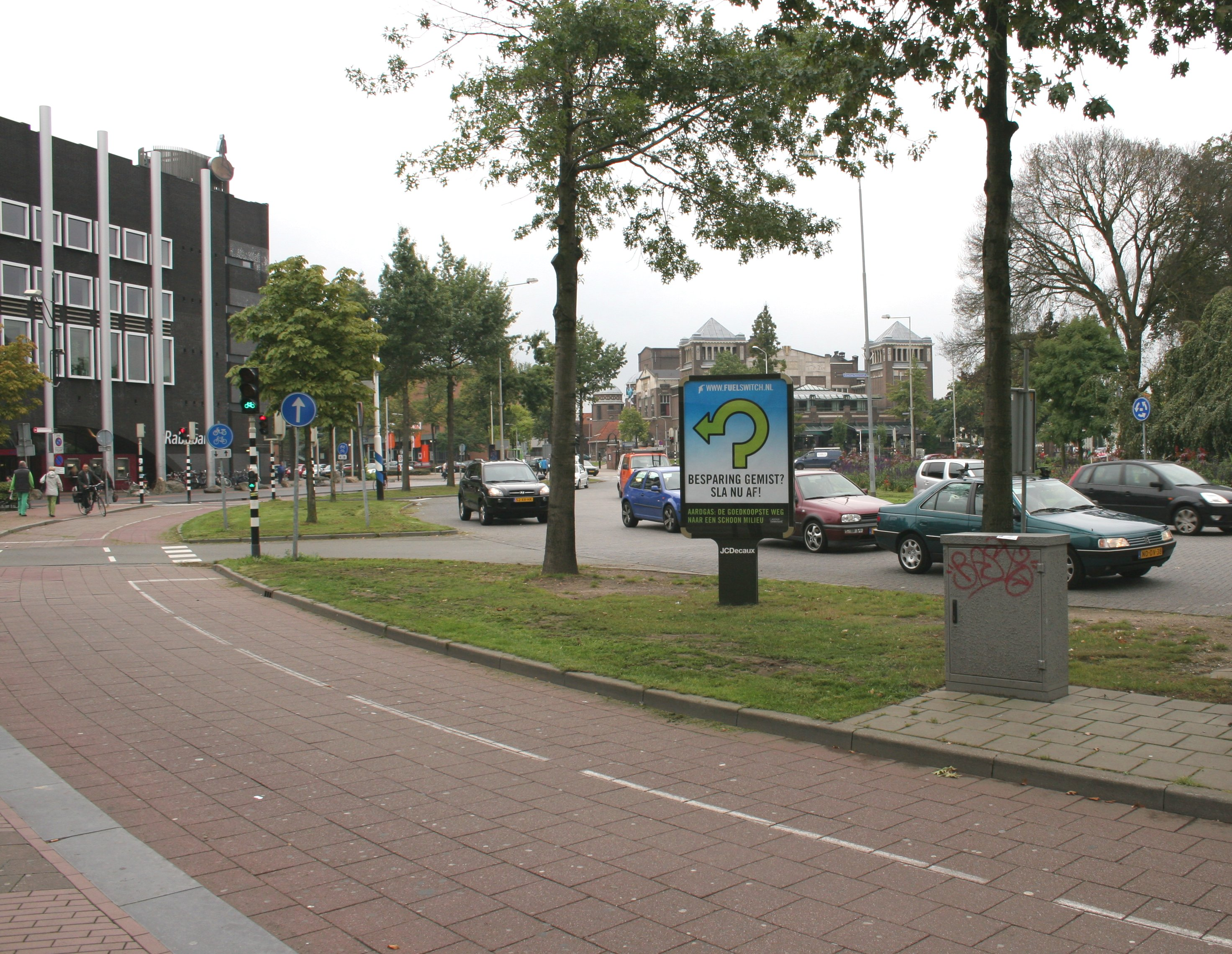
Het plein bezien vanuit de hoek met de Bisschop Hamerstraat, op de achtergrond het Concertgebouw de Vereeniging
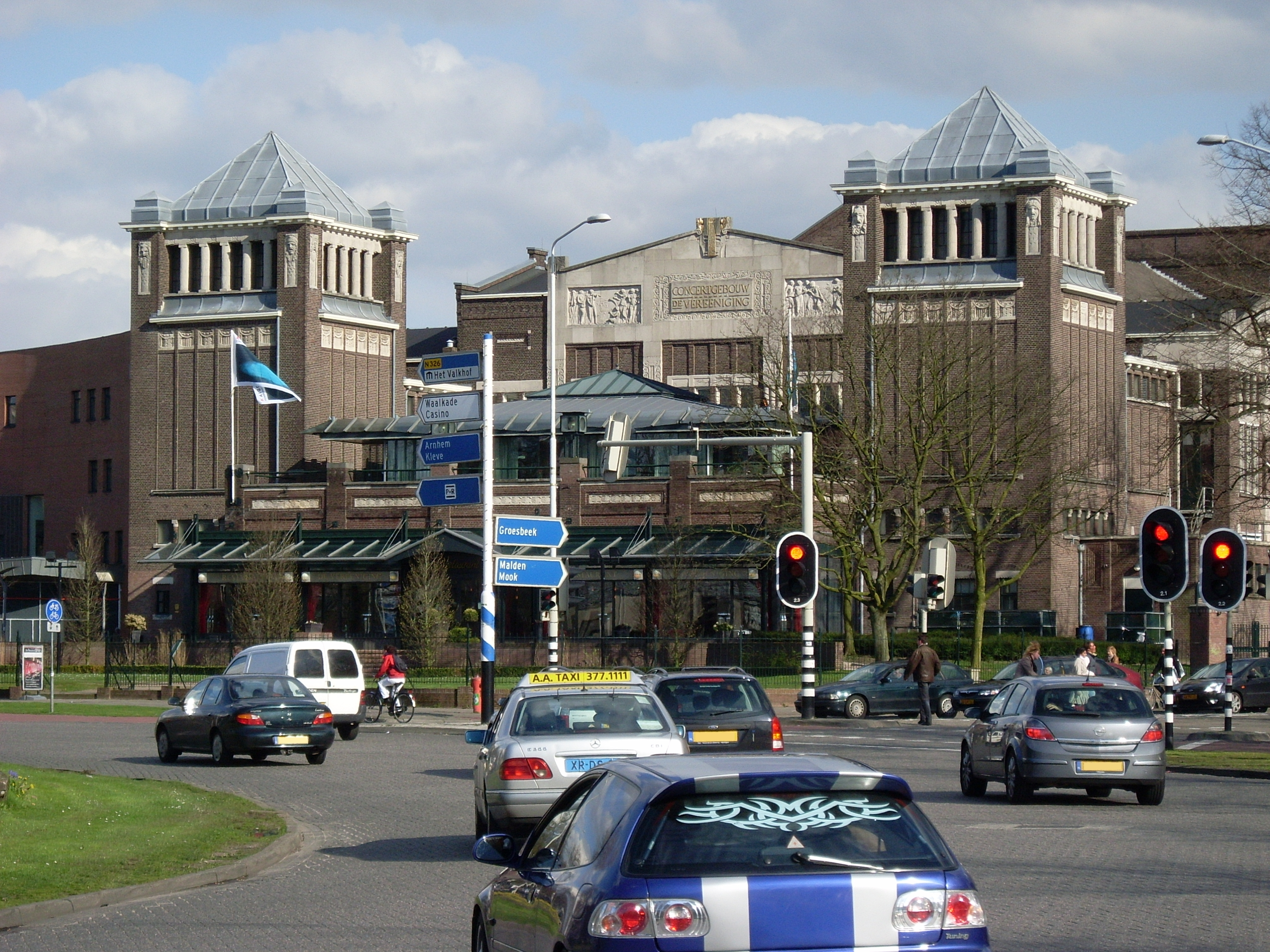
Het plein met op de achtergrond opnieuw Concertgebouw de Vereeniging (2008)
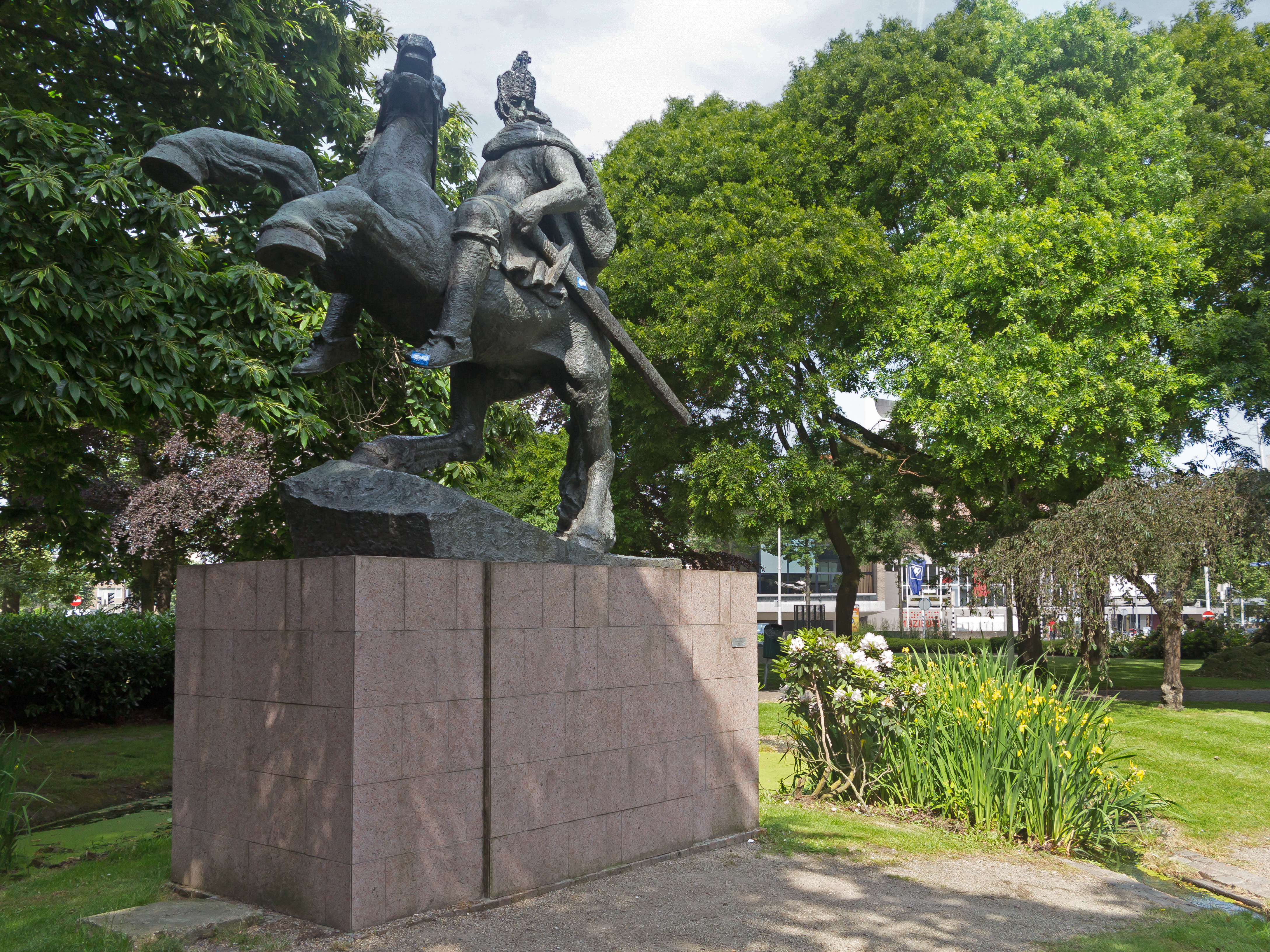
Ruiterstandbeeld Karel de Grote